# مزرعتنا السعيدة موبايل
مزرعتنا السعيدة موبايل أو مزرعة العائلة على شاطئ البحر (باللغة الانجليزية: Family Farm Seaside) هي واحدة من أفضل الألعاب المحمولة التي تم تطويرها ونشرها من قبل شركة فان بلاس لألعاب الفيديو ومقرها بكين، وهي لعبة زراعية متاحة مجانًا على كل من نظامي آي أو إس وأندرويد، ومتوفرة بـ 18 لغة.
تلقت اللعبة استقبالًا إيجابيًا من الجمهور، ووفقًا لـ سي نت "فقد احتلت المرتبة 100 في قائمة تفاح لأعلى التطبيقات ربحًا على آب ستور، وحوالي 135 من البرامج المجانية الأكثر تنزيلًا، وفقًا للبيانات التي جمعتها أب أني. في 2014 ذكرت الأوقات الإجتماعية أيضًا أن لعبة "مزرعتنا السعيدة موبايل«لديها مشاركة DAU / MAU تزيد عن 35 بالمائة، مقارنة بـ 18 بالمائة في فارم فيل، و 20 بالمائة في فارم فيل 2».
بحلول يونيو 2015، أصبح لدى التطبيق أكثر من 60 مليون مستخدم نشط.
متوفرة على متجر بلاي مجانية ومنصة إلكترونية للتحميل آب تو داون

## اللعب
بدءًا من مزرعة صغيرة بالقرب من الشاطئ، يحتاج اللاعبون إلى رعاية مزارعهم من خلال زراعة المحاصيل وحصادها وإطعام الحيوانات وبناء المباني والآلات. يمكن بيع العناصر داخل اللعبة مقابل «عملات معدنية»، وهي عملة افتراضية.

## روابط خارجية
- الموقع الرسمي